# 此花郵便局
此花郵便局（このはなゆうびんきょく）は、大阪府大阪市此花区にある郵便局。民営化前の分類では集配普通郵便局であった。

## 概要
住所：〒554-8799 大阪府大阪市此花区春日出北2-1-9

## 沿革
- 1965年（昭和40年）9月6日 - 此花郵便局として、此花区春日出町に開局[1]。此花区内の集配業務を大阪福島郵便局より移管。
- 1990年（平成2年）3月23日 - 花の万博の開催に合わせ、大阪市周辺の主な郵便局40局において、風景印を花をかたどった変形印に変更（当局は此花区の花である桜）。
- 1999年（平成11年） - 外国通貨の両替および旅行小切手の売買に関する業務取扱を開始。
- 2007年（平成19年）10月1日 - 民営化に伴い、併設された郵便事業此花支店に一部業務を移管。
- 2012年（平成24年）10月1日 - 日本郵便株式会社発足に伴い、郵便事業此花支店を此花郵便局に統合。

## 取扱内容
- 郵便、印紙、ゆうパック、内容証明
- 貯金、為替、振替、振込、国際送金、国債、投資信託
- 生命保険、バイク自賠責保険、自動車保険
- 地方公共団体事務（大阪市ごみ処理券の販売、市バス・地下鉄優待乗車証の交付）
- ゆうちょ銀行ATM
- 「554-00xx」区域（大阪市此花区全域）の集配業務
- ゆうゆう窓口

## 周辺
- 大阪市此花区役所
- 此花警察署
- 国道43号

## アクセス
- 阪神なんば線 千鳥橋駅から徒歩約13分
- 大阪シティバス 春日出停留所もしくは西春日出停留所下車
- 阪神高速淀川左岸線 島屋出入口から北東へ約2km、同西大阪線 安治川出入口から北西へ約1.5km
- 北港通沿い
- 駐車場あり：2台